# Wasumana
Wasumana era una ciutat situada probablement a la clàssica Bitínia.
El conqueridor i governador de Pala, Hutu-Piyanza, va entrar en guerra contra la ciutat de Wasumana a finals del segle xiv aC, i va demanar ajut al rei Mursilis II. El rei hitita es trobava a Tiliura, i li va enviar a Nuwamza el seu cap de vins amb un cos d'exèrcit, i els dos conjuntament van poder conquerir i incendiar la ciutat i es van emportar captius, vaques i ovelles, que van enviar a Hattusa.